# Tití me preguntó
«Tití me preguntó» es una canción interpretada por el cantante puertorriqueño Bad Bunny, incluida en su quinto álbum de estudio, Un verano sin ti (2022). Fue publicado por Rimas Entertainment como el cuarto sencillo del disco el 1 de junio de 2022.

## Rendimiento comercial
Tras el lanzamiento de su álbum principal, «Tití me preguntó» alcanzó el puesto número 5 en el Billboard Hot 100 el 21 de mayo de 2022, convirtiéndose en la segunda canción más popular de Un verano sin ti por detrás de «Moscow Mule», que alcanzó el número 4. Además, alcanzó el puesto número 1 en la lista de Hot Latin Songs, así como el puesto número 4 en el Billboard Global 200 en la fecha de emisión del 11 de junio de 2022.

## Composición
Es un dembow de género reguetón y trap latino cuya letra trata sobre un hombre soltero con múltiples relaciones.

## Posicionamiento en listas
| País (Lista 2022)             | Posición más alta |
| ----------------------------- | ----------------- |
| Argentina Hot 100 (Billboard) | 6                 |
| Bolivia Songs (Billboard)     | 5                 |
| Chile Songs (Billboard)       | 9                 |
| Colombia Songs (Billboard)    | 4                 |
| Ecuador Songs (Billboard)     | 3                 |
| Hot 100 (Billboard)           | 5                 |
| Hot Latin Songs (Billboard)   | 1                 |
| Spain Songs (Billboard)       | 1                 |
| España (Promusicae)           | 1                 |
| Global 200 (Billboard)        | 4                 |
| Mexico Songs (Billboard)      | 3                 |
| Perú (Monitor Latino)         | 1                 |
| Peru Songs (Billboard)        | 2                 |

## Reconocimientos
| Año  | Organización                               | Premio                             | Resultado | Ref    |
| ---- | ------------------------------------------ | ---------------------------------- | --------- | ------ |
| 2022 | Premios Grammy Latinos                     | Mejor Fusión/Interpretación Urbana | Ganadora  | [ 19 ] |
| 2022 | Premios Grammy Latinos                     | Mejor Canción Urbana               | Ganadora  | [ 19 ] |
| 2023 | Premios Billboard de la música latina 2023 | Global 200 Canción Latina del año  | Nominado  |        |
| 2023 | Premios Billboard de la música latina 2023 | Canción del Año - Ventas           | Ganador   |        |
| 2023 | Premios Billboard de la música latina 2023 | Canción Latin Rythm                | Ganador   |        |

## Certificaciones
| País   | Organismo certificador | Certificación | Ventas certificadas | Ref.   |
| ------ | ---------------------- | ------------- | ------------------- | ------ |
| España | Promusicae             | Oro           | 30 000              | [ 20 ] |